# پوئبلا
پوئبلا(به اسپانیایی: Puebla) یکی از سی و یک ایالت مکزیک است؛ که ۲۱۷ بخش دارد و مرکز آن پوئبلا است.
پوئبلا در شرق مکزیک واقع است و با ایالت‌های وراکروس از شمال و شرق، ایدالگو، استادو د مخیکو، تلاسکالا و مورلوس از غرب، گوئررو و اوآخاکا از جنوب مرز دارد.